# Impressora térmica

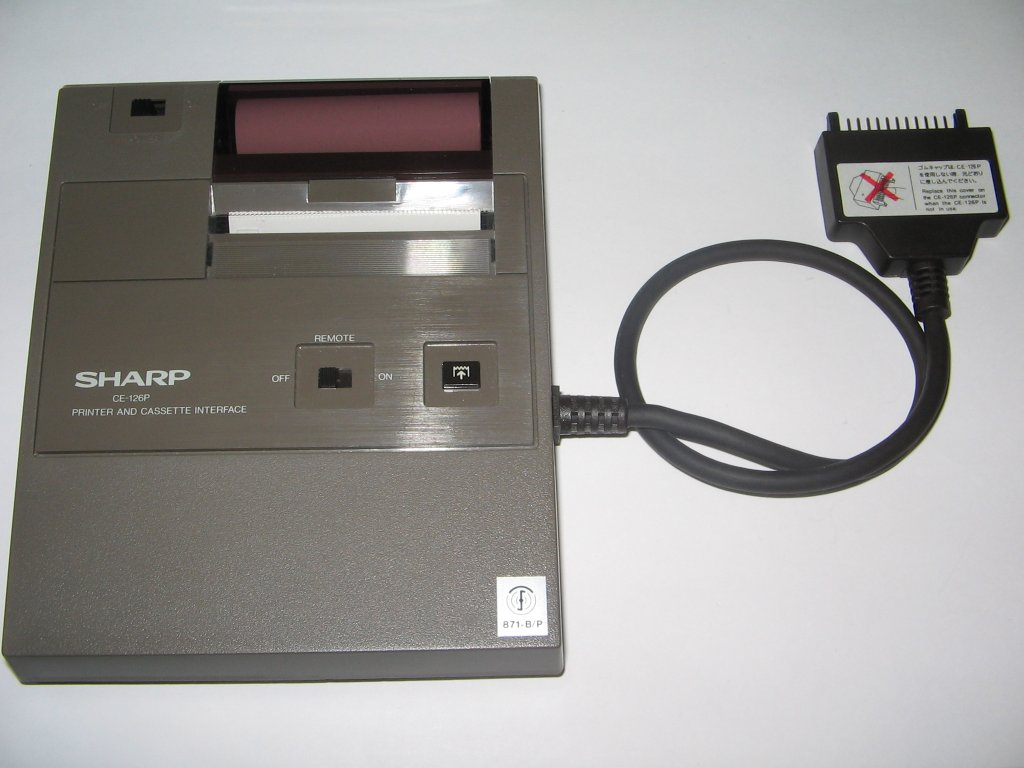
Uma impressora térmica SHARP.

Uma impressora térmica (ou impressora térmica indireta) produz uma imagem impressa esquentando seletivamente um papel termocrômico ou papel térmico, como é mais conhecido, quando a cabeça de impressão térmica passa sobre o papel, que torna-se escuro nos locais onde é esquentado, produzindo uma imagem. Impressoras térmicas bicolores são capazes de imprimir em outras cores, geralmente em vermelho, aplicando diferentes temperaturas na cabeça de impressão.
A impressão de transferência térmica é um método relacionado que usa uma fita sensível ao calor, em vez de papel térmico.